# Иззуддин ибн Абдуссалам
Шейх аль-ислам Иззу-д-ди́н Абу Муха́ммад Абду́-ль-Ази́з ибн Абду-с-Саля́м ас-Суля́ми, известный как Ибн Абду-с-Салям, аль-Изз ибн Абду-с-Салям и Иззу-д-дин ибн Абду-с-Салям (араб. عز الدين بن عبد السلام‎; 1181, Дамаск, совр. Сирия — 1262, Каир, совр. Египет) — исламский богослов, факих шафиитского мазхаба. Известен также под прозвищем Султа́н учёных (султан аль-улема) и Шейх аль-ислам.

## Биография
Его полное имя: Иззу-д-дин Абу Мухаммад Абду-ль-Азиз ибн Абду-с-Салям ибн Абу-ль-Касим ибн аль-Хасан ас-Сулями ад-Димашки аш-Шафии. Родился в 1181 или 1182 году в Дамаске. Рано осиротев и оставшись без дома и средств к существованию, решил отправиться в мечеть в поисках выхода из сложившейся ситуации. Там, известный историк и богослов Ибн Асакир помог ему и устроил работать сторожем в мечети. Заметив безудержную тягу к изучению исламских дисциплин Ибн Абдуссалама, Ибн Асакир оказывал ему всяческую моральную и материальную помощь.
Исламское право изучал у Ибн Асакира и Джамалу-д-дина Абду-ль-Хамида аль-Харситани, усул аль-фикх и богословие у Сайфу-д-дина аль-Амиди, суфизм — ас-Сухраварди и Абу-ль-Хасана аш-Шазили.
Во время правления султана аль-Малика Ашрафа Мусы ему было запрещено издавать фетвы, встречаться с кем бы то ни было и выходить из дома. Однако, по просьбе богослова ханафитского мазхаба Джамалу-д-дина запрет был снят.
Вёл проповеди в мечети в Омейядов в Дамаске. Открыто бросил вызов правителю Сирии, отказался носить чёрную одежду и хвалить правителей. Когда правитель аль-Салих Исмаил сделал уступки крестоносцам, Ибн Абду-с-Салям осудил его и не упомянул в молитве. За это его отправили в тюрьму, а после освобождения он эмигрировал в Египет.
Покинув Дамаск, Ибн Абду-с-Салям поселился в Каире, где он был назначен главным судьей и имамом-хатибом, совершающим пятничные молитвы. Позже он ушёл с должности главного судьи и стал преподавателем шафиитского права в медресе Салихийя, основанного аль-Маликом аль-Салихом. По свидетельству биографов, Ибн Абду-с-Салям был первым, кто обучал толкованию Корана в Египте.
Он пользовался авторитетом не только у богословов, но и правителей исламского мира своего периода. После его смерти мамлюкский султан Захир Бейбарс так отзывался о нём: «Только теперь я утвердился во власти, ибо если бы он [Ибн Абдуссалам] повелел людям выполнить любую его волю, то они поспешили бы исполнить его веление».
Умер в 1262 году в Каире.

## Учителя и ученики
Среди его учителей были такие известные богословы как:
- Ибн Асакир,
- Сайфу-д-дин аль-Амиди,
- Абу Мухаммад Касим ибн Асакир,
- Ханбаль ибн Абдуллах,
- Абду-ль-Латиф ибн Исмаил,
- Абду-ль-Хамид аль-Харситани,
- Абу-ль-Хасан Ахмад ибн аль-Мавазини,
- Абу Тахир аль-Хашуи,
- Умар ибн Мухаммад ас-Сахраварди.

Среди его учеников были такие известные богословы как:
- Ибн Дакик аль-Ид,
- Абу Шама аль-Макдиси,
- Шихабу-д-дин аль-Карафи,
- Шарафу-д-дин ад-Думьяти,
- Ахмад ибн Фарах аль-Ашбили,
- Абу-ль-Хасан аль-Бунини
- Таджу-д-дин Абду-ль-Ваххаб ибн Халаф ибн Бинт аль-Аазз.

## Труды
Ибн Абду-с-Салям является автором более 30 книг и сочинений в таких дисциплинам как Толкование Корана, хадисоведение, акида, фикх, усуль аль-фикх, суфизм и др.
Наиболее известные и значимые труды имама:
Коран
- Тафсир аль-Куран аль-‘Азим (араб. تفسير القرآن العظيم‎ — «Тафсир Великого Корана»)
- Мухтасар ан-Нукат ва-ль-‘Уйун ли-ль-Имам аль-Маварди (араб. مختصر النكت والعيون للماوردي‎)
- аль-Ишара иля аль-Иджаз (араб. الإشارة إلى الإيجاز‎)
- Фаваид фи Мушкиль аль-Куран (араб. فوائد في مشكل القرآن‎)
- Амали (араб. الأمالي‎)

Хадисы и сира
- Мухтасар Сахих Муслим (араб. مختصر صحيح مسلم‎ — «Краткое изложение Сахиха Муслима»)
- Бидаят ас-Суль фи тафзиль ар-Расуль (араб. بداية السول في تفضيل الرسول‎)
- Таргиб Ахль аль-Ислям фи Сакни аш-Шам (араб. ترغيب أهل الإسلام في سكنى الشام‎)

Вероубеждение
- аль-Мульхат фи И‘тикад Ахль аль-Хакк (араб. الملحة في اعتقاد أهل الحق‎)
- аль-Фарк байн аль-Иман ва-ль-Ислям (араб. الفرق بين الإسلام والإيمان‎ — «Разница между иманом и исламом»)
- аль-Анва‘ фи ‘ильм ат-Таухид (араб. الأنواع في علوم التوحيد‎ — «Виды в науке о Таухиде»)
- Баян Ахваль ан-Нас Явм аль-кияма (араб. بيان احوال الناس يوم القيامة‎ — «Разъяснение состояния людей в Судный день»)

Суфизм
- Шаджара аль-‘Ариф ва-ль-Ахваль ва-Салих аль-Акваль ва-ль-А‘маль (араб. شجرة المعارف والأحوال وصالح الأقوال والأعمال‎)
- аль-Фитан ва-ль-Баляйа ва-ль-Михан (араб. الفتن والبلايا والمحن‎)
- Мухтасар Ра‘айа аль-Мухасиби (араб. مختصر رعاية المُحاسبي‎)

Усуль
- Кава‘ид аль-Кубра (араб. قواعد الكبرى‎) или Кава‘ид аль-Ахкам ab- Масалих аль-Анам (араб. قواعد الأحكام في مصالح الأنام‎)
- Кава‘ид ас-Сугра (араб. القواعد الصغرى‎) или Фаваид фи Мухтасар аль-Кава‘ид (араб. الفوائد في مختصر القواعد‎)
- аль-Имам фи Баян Адиллят аль-Ахкам (араб. الإمام في بيان أدلة الأحكام‎) или ад-Даляиль аль-Мута‘алика би-ль-Маляика ва-ль-Набийин (араб. الدلائل المتعلقة بالملائكة والنبيين‎)

Фикх
- аль-Гайа фи Ихтисар ан-Нихайа (араб. الغاية في اختصار النهاية‎) или Нихайа аль-Матляб фи Дирайа  аль-Мазхаб (араб. نهاية المطلب في دراية المذهب‎)
- аль-Джам‘ байян аль-Хави ва-ль-Нихайа (араб. الجمع بين الحاوي والنهاية‎)
- аль-Фатава аль-Мисрийя (араб. الفتاوى المصرية‎)
- аль-Фатава аль-Мусилийя (араб. الفتاوى الموصلية‎)
- ат-Таргиб ‘ан ас-Салят ар-Рагаиб (араб. الترغيب عن صلاة الرغائب‎ — «Побуждение к [совершению] молитвы Рагаиб»)
- Манасик аль-Хаджж (араб. مناسك الحج‎ — «Обряды паломничества»)
- Макасид ас-Савм (араб. مقاصد الصوم‎ — «Цели поста»)
- Макасид ас-Салят (араб. مقاصد الصلاة‎ — «Цели молитвы»)
- Ахкам аль-Джихад ва-фадаилихи (араб. أحكام الجهاد وفضائله‎ — «Правовые положения джихада и его достоинство»)